# Kanton Le Lion-d'Angers
Le Lion-d'Angers is een voormalig kanton van het Franse departement Maine-et-Loire. Het kanton maakte deel uit van het arrondissement Segré.

## Geschiedenis
Op 22 maart 2015 werd het kanton opgeheven en werden de gemeenten, behalve La Pouëze, opgenomen in het aangrenzende kanton Tiercé. La Pouëze werd overgeheveld naar het kanton Chalonnes-sur-Loire maar doordat de gemeente op 28 december 2015 met Brain-sur-Longuenée, Gené en Vern-d'Anjou fuseerde tot de commune nouvelle Erdre-en-Anjou werd La Pouëze alsnog opgenomen in het kanton Tiercé.

## Gemeenten
Het kanton Le Lion-d'Angers omvatte de volgende gemeenten:
- Andigné
- Brain-sur-Longuenée
- Chambellay
- Gené
- Grez-Neuville
- La Jaille-Yvon
- Le Lion-d'Angers (hoofdplaats)
- Montreuil-sur-Maine
- La Pouëze
- Pruillé
- Vern-d'Anjou